# Arxipèlag Okinawa
L'arxipèlag Okinawa (沖縄諸島, Okinawa shotō), o illes Okinawa, és un arxipèlag situat a l'oceà Pacífic. Forma part Illes Ryūkyū i, administrativament, de la Prefectura d'Okinawa, al Japó. Limita al nord amb les Illes Amami (Prefectura de Kagoshima) i al sud amb l'arxipèlag Sakishima (Prefectura d'Okinawa) format per les illes Miyako i les illes Yaeyama.

## Geografia

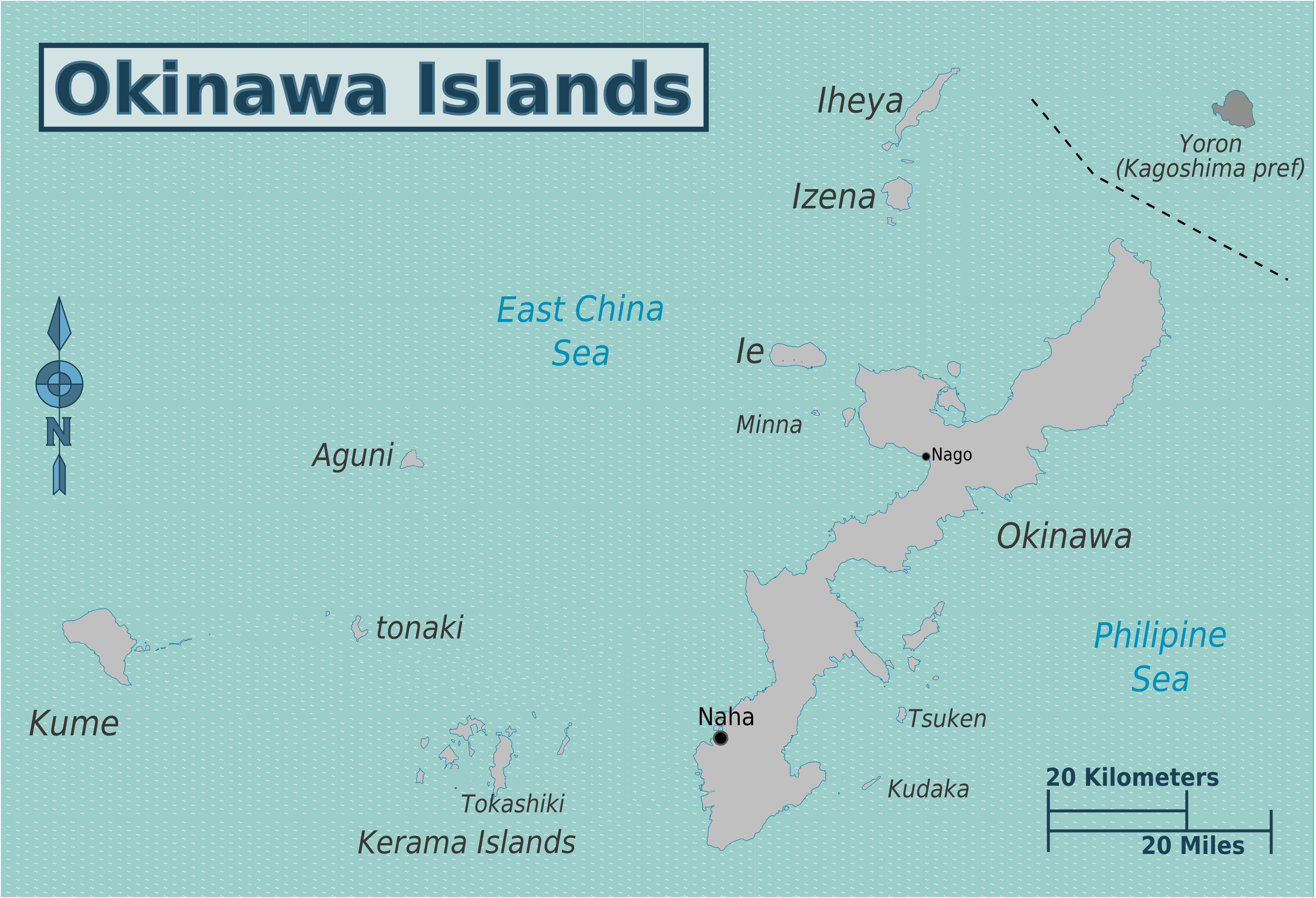

Està formada per les illes principals de:
- Illa d'Okinawa: 1.207,87 km²
- Kume-jima: 59,11 km²
- Ie-jima: 22,77 km²
- Iheya-jima: 21,72 km²
- Izena-jima: 15,42 km²

A més de dos axipèlags:
- Illes Daitō: 43.67 km²
- Illes Kerama: 35,97 km²

## Lingüística

Mapa lingüístic de l'arxipèlag: en vermell l'okinawenc i en blau el kunigami

A part del japonès, a l'arxipèlag Okinawa s'hi parlen dues llengües autòctones de la família ryukyuenca: L'okinawenc al sud i el kunigami al nord.